# مخطط فوتوغرافي

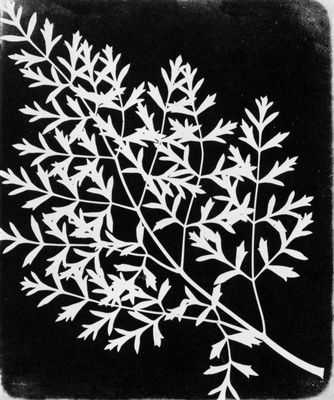
فوتوغرام وليم هنري طالبو (حوالي 1860)

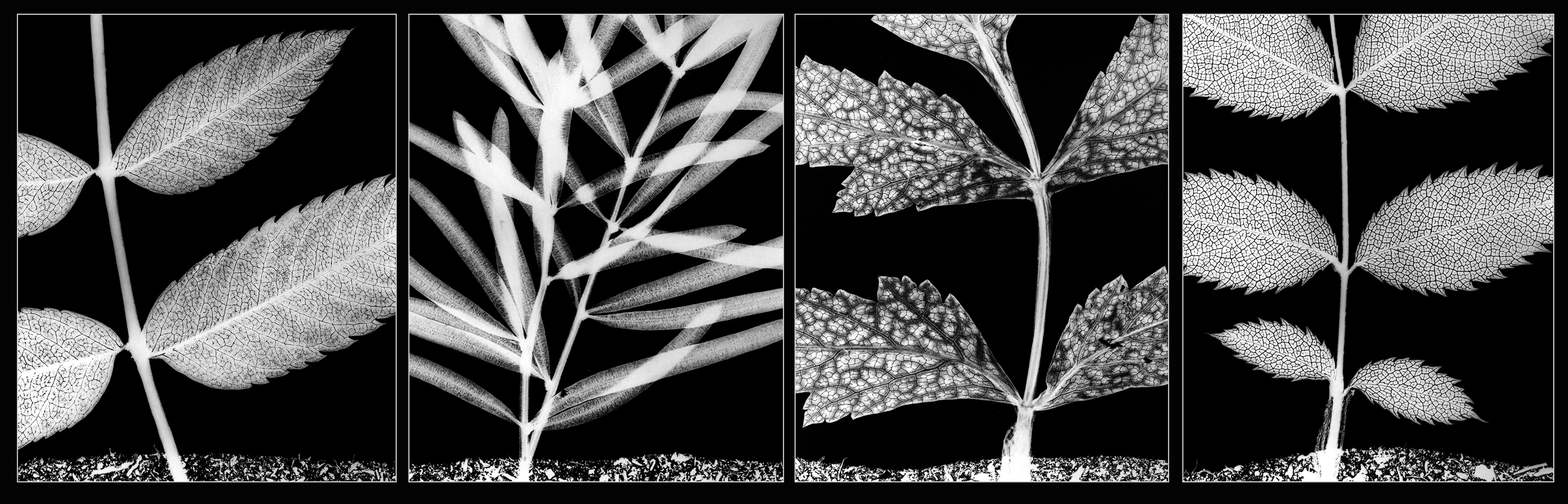
فوتوغرام للنبتة والتراب

الصورة المساحية أو الفوتوغرام أو المخطط الفوتوغرافي هو صورة ضوئية متحصل عليها دون استعمال آلة تصوير، بوضعنا غرض ما على مساحة حساسة للضوء (ورق فوتو أو فيلم) ونعرّضه مباشرة للضوء. في السينما، الفوتوغرام هو أصغر وحدة في أخذ الصورة، واحدة من هذه الصور الفرعية التي تكوّن الفلم بسبب 24 صورة في الثانية (بسرعة عادية في أخذ الصورة).

## تاريخ ومبدأ
أولى الصور الضوئية كوّنت عادة من فوتوغرامات. وليم هنري فوكس طالبو أنجز العديد منها بوضعه أوراق النبات ولأشياء، مباشرة على ورق الفوتو وعرّضها للضوء الخارجي.

انجاز فوتوغرام : مصدر مضيء (1) اضاءة الغرضين (2 و 3) الموضوعان مباشرة على سطح حساس للضوء. حسب مسافة هذين الغرضين من الفيلم, ضلاهما هما الانقى (7) او اكتر انتشارا (5). الاجزاء الاخرى من الفيلم التي في الضل (6) تبقى بيضاء; وتصبح رمادية اذا ما كان الغرض شفافا او نصف شفاف. الاجزاء المعرضة كليا للضوء (4) تكون سوداء.

## تسميات مختلفة
- رسوم فوتوجينيك Dessins photogénique - تسمية اخترعها وليم هنري فوكس طالبو لوصف الصور الضوئية الأولى.
- شادوغرافي Schadographie - للحديث عن فوتوغرامات كريستيان شاد.
- رايوغرام، رايوغراف ورايوغرافيا Rayogramme, Rayograph et Rayographie- للحديث عن فوتوغرامات مان راي.
- سولارفيكس Solarfix- للحديث عن فوتوغرامات ثيودور برونر.
- طبع بالفضة Argentype- للحديث عن فوتوغرامات جون-ماري فادير.
- الفوتوغرام الرقمي Photogramme Numérique- للحديث عن فوتوغرامات رودولف بيسيه.

## أمثلة

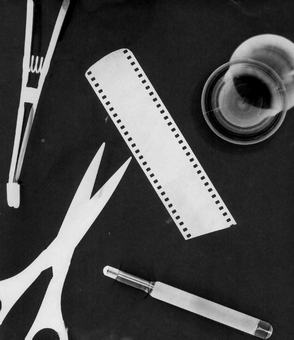
فوتوغرام نموذجي بالأبيض والأسود
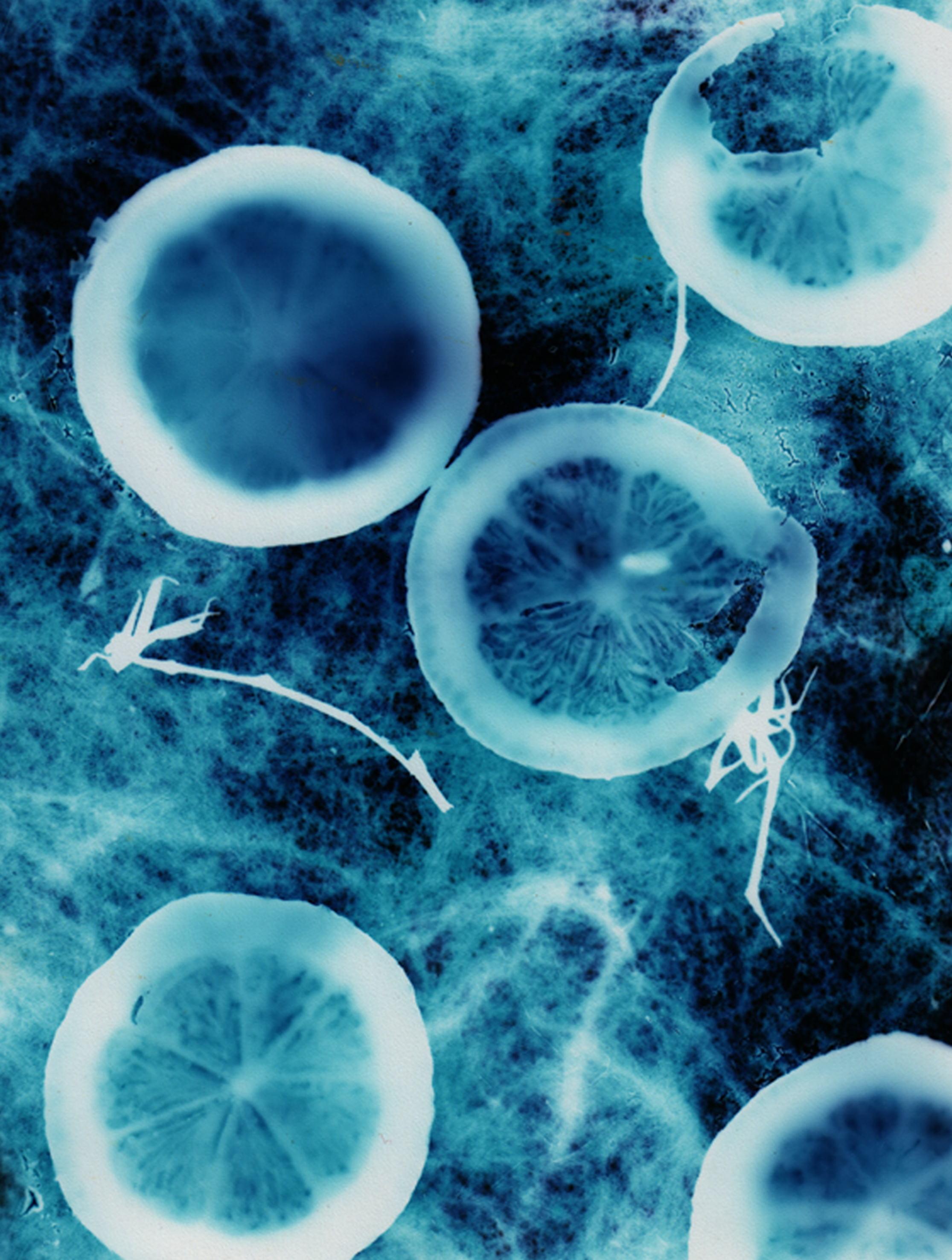
فوتوغرام بالالوان منجز عن طريق قطع الليمون
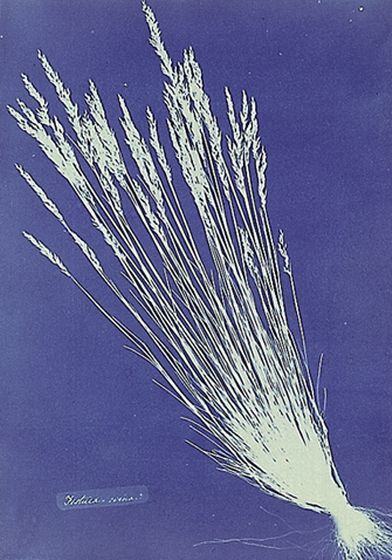
الطبع السماوي cyanotype لأنا اتكينز, فوتوغرام منجز برذاذات الفيتوكا في 1854
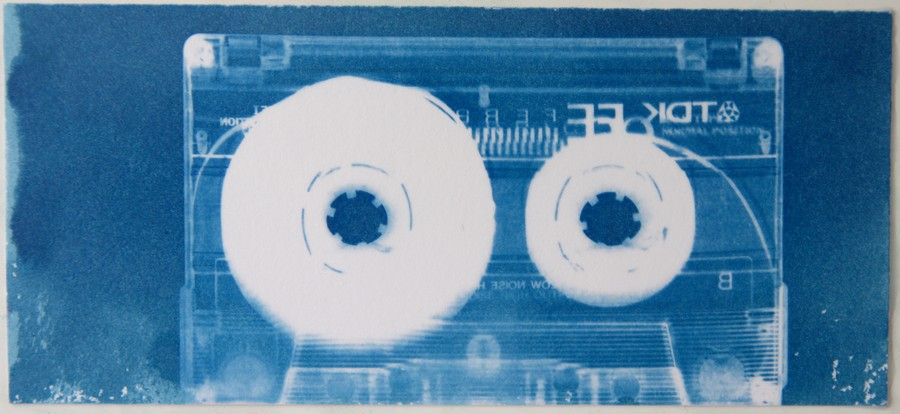
فوتوغرام حسب عملية الطبع السماوي محقق على كاسيت صوت.